# Darina Laracy
Darina Elisabeth Laracy Silone (Dublino, 30 marzo 1917 – Roma, 25 luglio 2003) è stata una giornalista irlandese, antifascista.
Fu moglie dello scrittore Ignazio Silone dal 1944 sino alla morte di lui, avvenuta nel 1978.

## Biografia
Educata in una famiglia cattolica, si laureò nel 1937 in Storia e Scienze Politiche, per poi recarsi in Francia ed in Italia per ragioni sia di studio che di lavoro.
Collaborò con alcuni giornali statunitensi e, accusata di spionaggio dal regime fascista, fu costretta a riparare in Svizzera dove, nel 1942 a Zurigo, conobbe Ignazio Silone, anch'egli esule.
Un funzionario della Legazione britannica, per vendicarsi di un suo rifiuto di collaborazione giornalistica, l'accusò ingiustamente di essere una spia al soldo dell'OVRA, la polizia segreta fascista, ma le accuse si riveleranno del tutto false.

L'incontro con Silone, che la Laracy ammirava, avvenne in una nota biblioteca di Zurigo e successivamente, dopo un'assidua frequentazione i due si sposarono a Roma (1944).
Darina curò svariate traduzioni delle opere del marito in lingua inglese e, dopo la morte dello scrittore, avvenuta a Ginevra nel 1978, curò e completò il romanzo incompiuto Severina, dato alle stampe postumo nel 1981.
Nel 2000 donò i documenti, i cimeli, le foto, i premi e altro materiale personale di Ignazio Silone al centro studi di Pescina in Abruzzo che realizzò qualche anno dopo il museo Ignazio Silone.
Morì nella casa romana di Via di Villa Ricotti, dove visse con il marito, il 25 luglio 2003.